# 남해독일마을

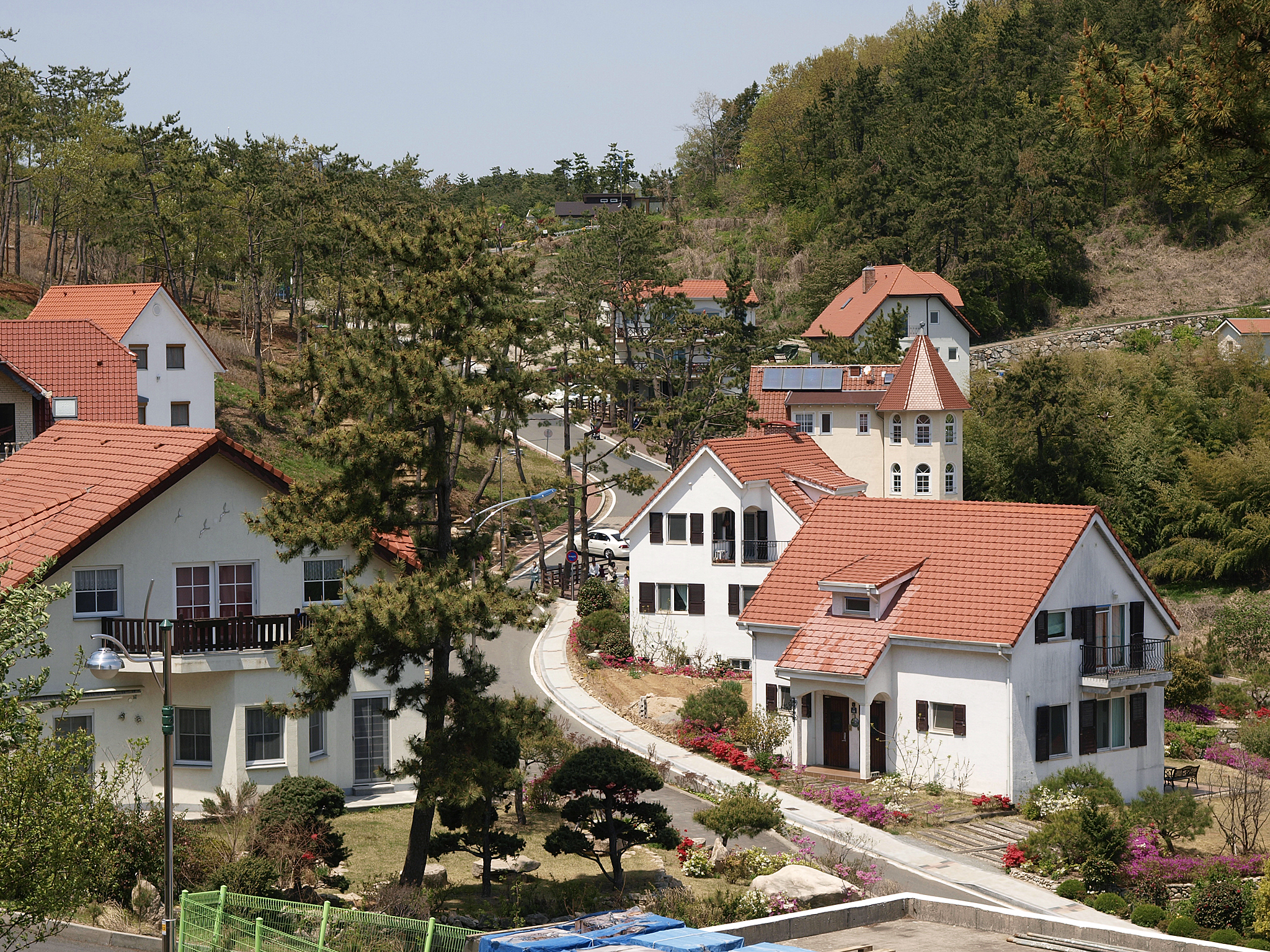
남해 독일마을의 모습

남해 독일마을(독일어: Deutsches Dorf Namhae)은 대한민국 경상남도 남해군 삼동면 물건리에 있는 마을이다.
1960년대 독일(당시 서독)에 간호사와 광부로 파견되었던 독일거주 교포들이 대한민국에 재정착할 수 있도록 남해군에서 개발한 곳이다. 이후 독일의 이국문화를 경험하는 관광지로 개발하기 위해 2001년 남해군에서 30여억원을 들여 30,000여평의 부지를 마련해 40여 동의 건축물을 분양하였으며, 독일 교포들은 독일에서 재료를 수입하여 독일식 전통 주택을 신축했다. 오늘날 독일마을은 독일의 문화와 대한민국 전통문화 예술촌을 연계한 휴양지 및 관광지의 역할을 하고 있다.
2006년 MBC 드라마 환상의 커플의 촬영지로 인기를 끌기 시작했다.
매년 독일마을 맥주축제가 개최된다.

## 주민
주민의 대부분은 은퇴한 전 파독 광부와 간호사들이다. 2015년 기준 39개의 주택에 주민이 거주하고 있으며, 그 중 상당수의 가구가 민박업을 운영한다.

## 사진

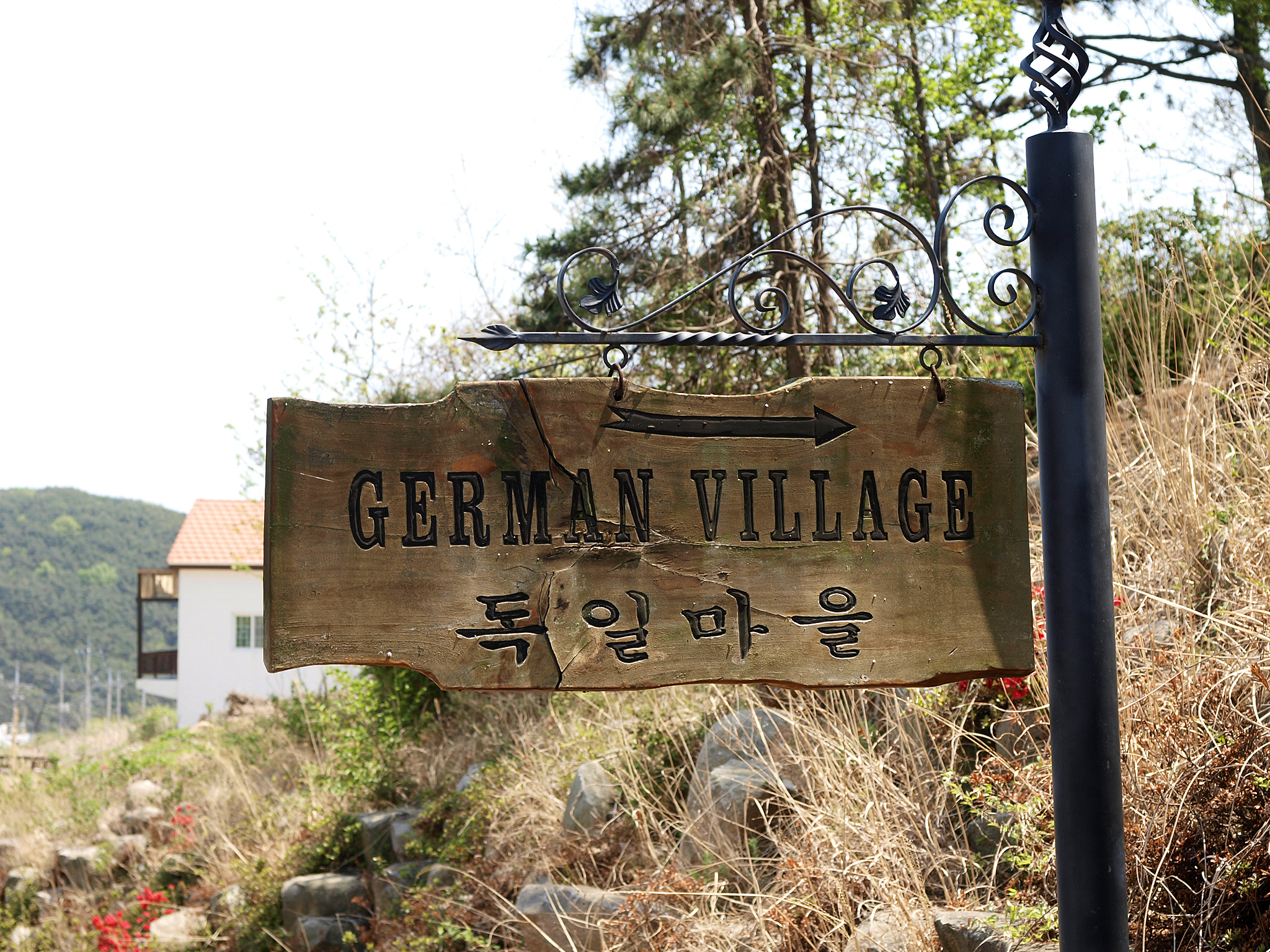
남해독일마을 표지판
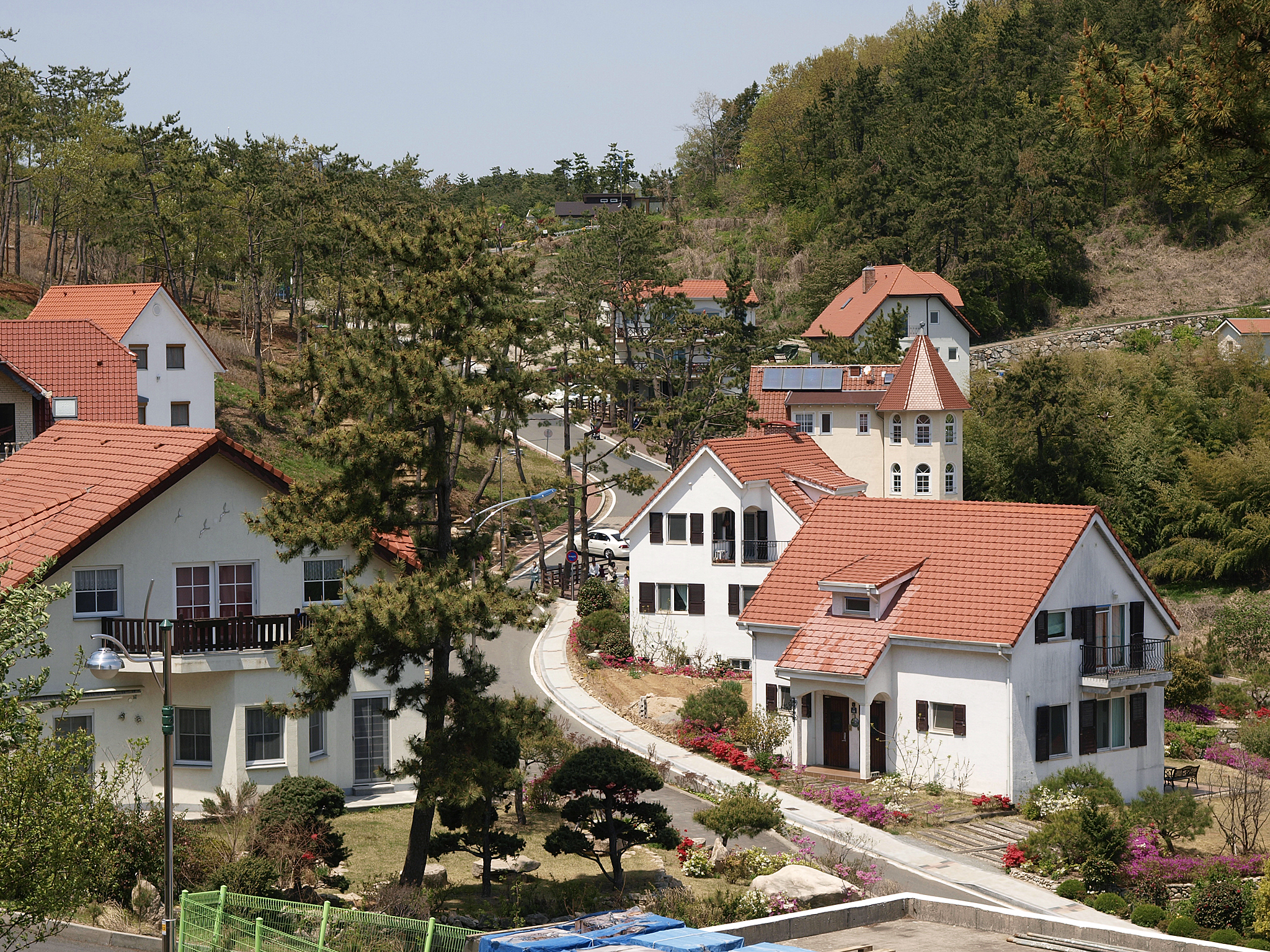
2011년 4월 남해독일마을
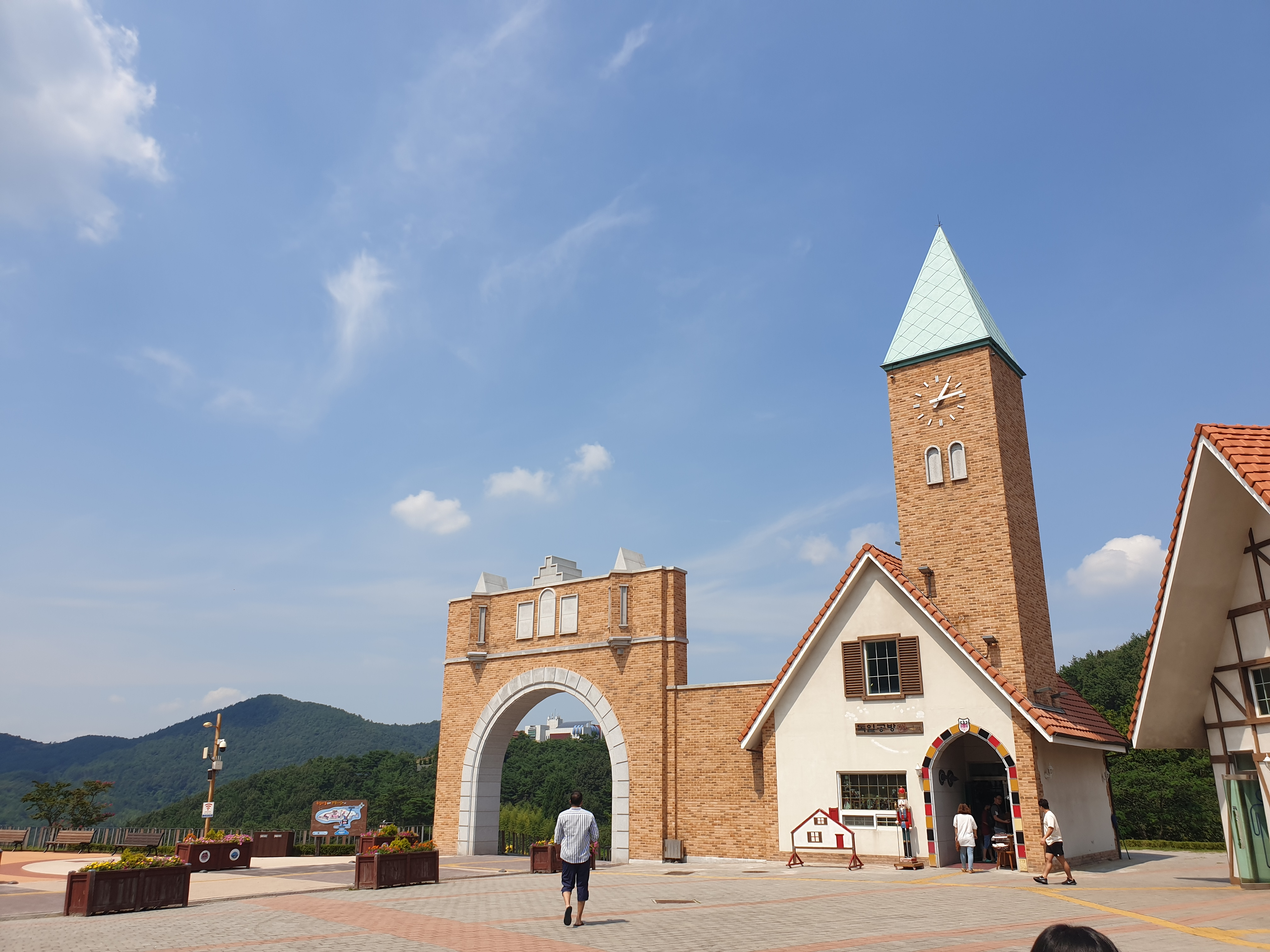
2019년 8월 남해독일마을
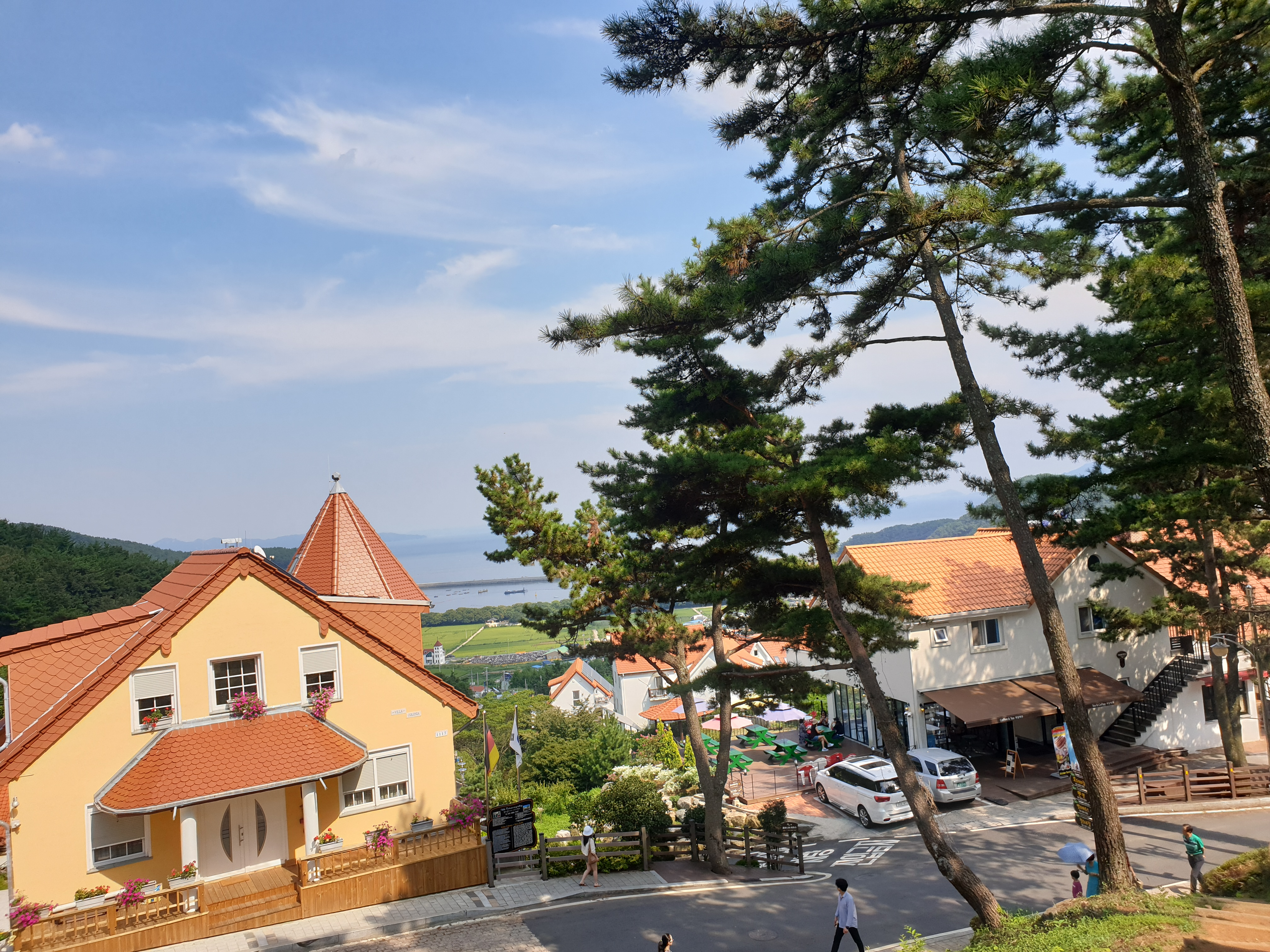
2019년 8월 남해독일마을

## 같이 보기
- 한독근로자채용협정(대한민국의 간호사 및 광부 파독)
- 남해미국마을(American Village) - 경상남도 남해군
- 가평 쁘띠프랑스(Petite France) - 경기도 가평군 청평면
- 주한 독일 대사관
- 도쿄 도이쓰무라(독일마을)
- 오사카 아메리카무라(미국마을)
- 시마 스페인무라(스페인마을) - 일본 미에현 시마시 소재